# Orden de los Santos Cirilo y Metodio
La Orden de los Santos Cirilo y Metodio es una condecoración conferida por la República de Bulgaria.

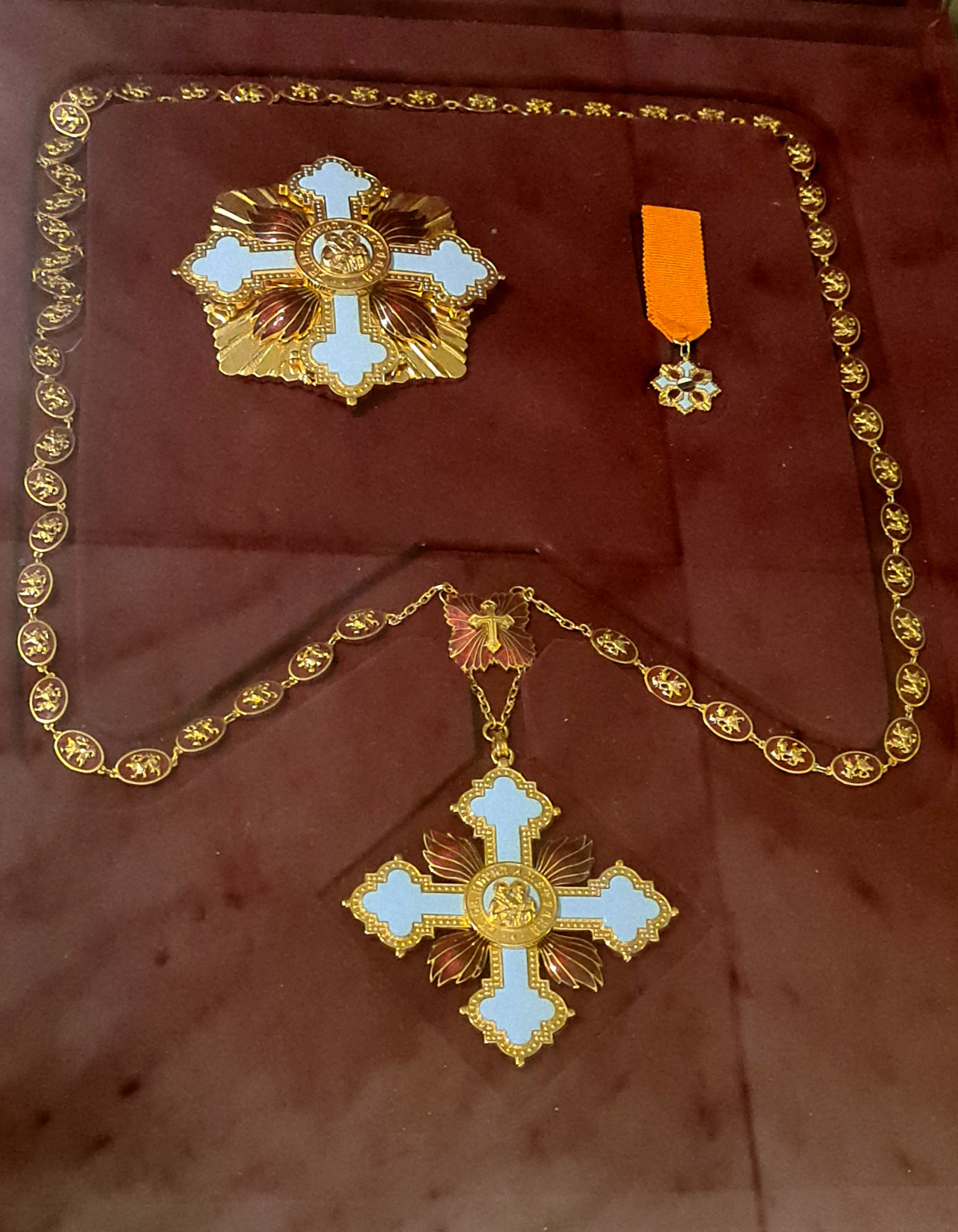

## Historia
Ha tenido tres etapas donde ha sido instituida:
- primera, el 18 de mayo de 1909 por el Reino de Bulgaria,
- segunda, el 13 de diciembre de 1950 por la República Popular de Bulgaria (pero llamada la Orden de Cirilo y Metodio),
- finalmente el 29 de mayo de 2003 por la actual República de Bulgaria.

## La Orden Real

### Historia
La Orden fue fundada el 18 de mayo de 1909 por el zar Fernando I de Bulgaria (abuelo del actual zar Simeón II), el primero en ser Gran Cruz de esta orden dedicada a los más altos funcionarios del estado.

### Grados
Consistía de una sola clase: Gran Cruz, representado por el Collar, la Banda y la Estrella de pecho.

### Insignia
El collar de los miembros es de plata dorada y muestra alternativamente un león coronado encarado a la izquierda y una flor de lis.
La cinta de la Orden es naranja pálida.
La placa de la orden es una cruz bizantina dorada esmaltada en azul cielo. En los ángulos de la cruz, aparecen haces esmaltados verdes, en cada uno de los cuales hay lirios estilizados. En el medallón aparecen las figuras de los Santos Cirilo y Metodio uno al lado del otro. El medallón es rodeado por un anillo dorado con la inscripción "EX ORIENTE LUX" (luz proveniente de oriente).
La estrella de pecho tiene la forma de una cruz de Malta y es hecha de plata. En los ángulos de la cruz se ven llamas ardientes con lirios. En el centro de la cruz hay la representación de un serafín.

### Casa Real
El anterior rey Simeón II de Bulgaria considera esta versión de la orden como su orden dinástica y la usa —del hombro izquierdo a la cadera derecha— en eventos oficiales como la boda de la Princesa Victoria de Suecia con Daniel Westling.

## Orden de Cirilo y Metodio (1950)
La República Popular de Bulgaria instituyó la Orden de Cirilo y Metodio (la palabra Santos fue eliminada bajo el régiment comunista). Fue otorgada como un honor en los campos de la ciencia, la cultura, o la pintura.

### Grados
Consistía de tres clases: Primera clase, Segunda clase y Tercera clase.

### Insignia
La condecoración es una medalla redonda de fondo esmaltado rojo, azul o blanco. Muestra la imagen de los santos en relieve. En la parte izquierda Cirilo sostiene en las manos un rollo con las cuatro primera letras del alfabeto cirílico. Detrás, ligeramente a la derecha se halla Metodio con una biblia bajo el brazo. Una estrella de cinco puntas se ve en lo alto de la medalla, colgando de una cinta azul cielo.
- Primera clase: medalla dorada con esmaltado rojo.
- Segunda clase: medalla de plata con esmaltado azul.
- Tercera clase: medalla de plata con esmaltado blanco.

La medalla debe ser llevada en el pecho izquierdo.

## La República de Bulgaria (2003)
La Orden de los Santos Cirilo y Metodio fue reinstaurada el 29 de mayo de 2003 como segunda orden de la república después de la Orden de los Montes Balcanes y es entregada al mérito en los campos de las artes, ciencias, educación y cultura.

### Grados
Existen tres grados: Collar, 1ª Clase (Oficial) y 2ª Clase (Caballero)

### Insignia
La insignia de la orden está inspirada en la forma de la era zarista:
- La medalla de los dos primeros grados es una cruz bizantina bañada en plata con bordes de plata dorada, el 3º grado está solo bañada en plata.
  - Las llamas de los ángulos de la cruz ya no están sujetas a un lirio.
  - En el reverso, en lugar de los nombres cifrados coronados, puede encontrarse los colores nacionales del país.

La cinta de la Orden es naranja.

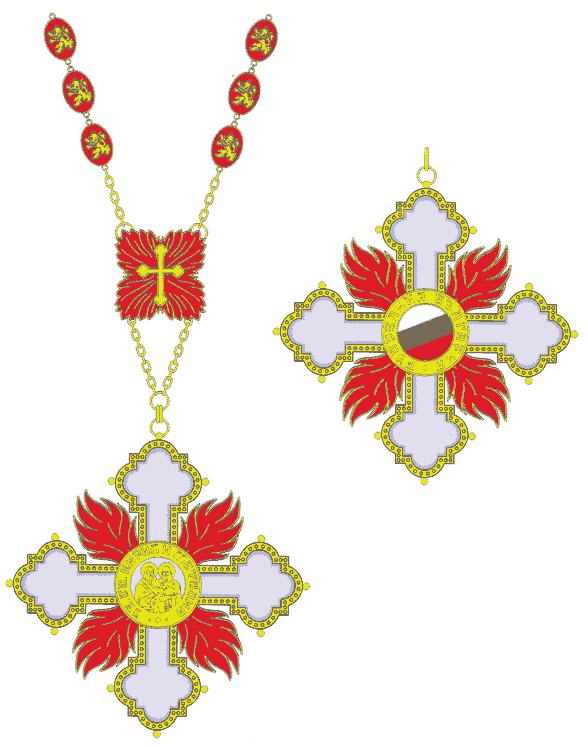
Collar
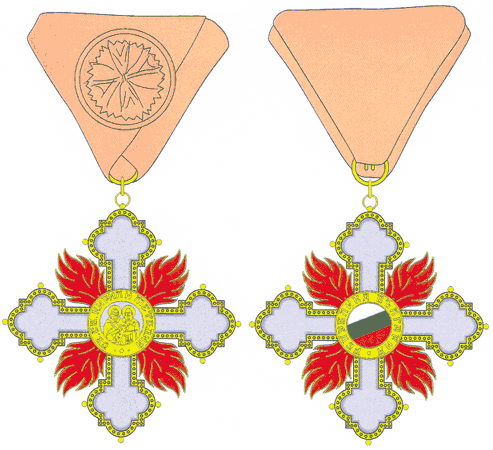
Oficial
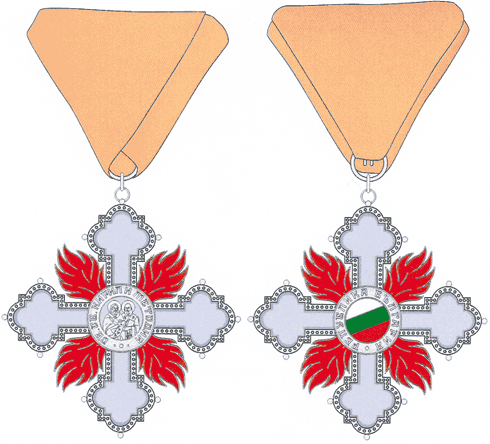
Caballero